# Parlor, Bedroom and Bath
Parlor, Bedroom and Bath és una pel·lícula dirigida per Edward Sedgwick, estrenada el 1931 i produïda per Buster Keaton,. Es tracta d'un remake per al cinema de l'obra teatral del mateix nom de Charles William Bell.

## Argument
Reginald Irving, tímid entre els tímids, és atropellat per Jeffrey Haywood, qui per ajudar-lo el porta a casa de la seva promesa, Virgínia Embrey, que viu amb la seva germana gran, Angélica, i la seva mare. Aquesta veu amb bons ulls el compromís de la seva filla petita, però abans de donar el seu consentiment vol que Angélica es casi. L'arribada de Reginald resulta providencial perquè és elegit candidat per casar-se amb ella. Però Angélica odia els tímids. Vol que el seu home sigui un seductor. Llavors Jeffrey i Angélica organitzen un pla per convertir a Reginald en un Don Joan: contracten a unes quantes dones perquè simulin enamorar-se d'ell.

## Repartiment
- Buster Keaton - Reginald Irving
- Charlotte Greenwood - Polly Hathaway
- Reginald Denny - Jeffrey Haywood
- Cliff Edwards - Bell Hop
- Dorothy Christy - Angelica Embrey
- Joan Peers - Nita Leslie
- Sally Eilers - Virginia Embrey
- Natalie Moorhead - Leila Crofton
- Edward Brophy - Detectiu
- Walter Merrill - Frederick Leslie
- Sidney Bracey - Butler